# Setge de Barcelona de 1465
El setge de Barcelona de 1465 fou un dels combats de la Guerra Civil catalana.

## Antecedents
Joan de Beaumont es va anar distanciant progressivament de Pere de Portugal a causa de la detenció, i en certs casos tortura, d'alguns dirigents revolucionaris, entre els quals hi havia el abat de Montserrat Antoni Pere Ferrer, el seu nebot Joan Pere Ferrer, l'antic capità de la Bandera de Barcelona Joan Bernat de Marimon i el noble Francesc de Pinós acusats d'haver participat en una conspiració contra ell, i és possible que Joan de Beaumont temés per la seva pròpia seguretat, i el tractat de Pamplona del 9 de juny de 1464 entre Joan II i Enric IV de Castella que suposava la pacificació de Navarra i la retirada definitiva del suport del rei castellà als rebels catalans, així que canvià de bàndol i posà Vilafranca del Penedès en mans reialistes el 25 d'agost. La notícia va causar una enorme commoció al bàndol rebel per la significació del personatge, el cap del partit beaumontès que lluitava contra Joan el Sense Fe a la Guerra Civil navarresa i havia estat el lloctinent d'Enric IV de Castella quan aquest va assumir la sobirania del Principat de Catalunya, i per la posició estratègica de Vilafranca. Pere Portugal el va titllar de «traïdor, lladre i perjur», mentre que Joan es va reconciliar amb ell i va signar el tractat de Tarragona el 22 de novembre la pau amb els beaumontesos que va posar fi a la guerra civil de Navarra. El 6 de juliol de 1464 cinc galeres, una galiota i un bergantí comandats per Jaume Carròs i Manrique des de Mallorca van bombardejar Barcelona en nom de Joan el Sense Fe, sent rebutjats pel foc de les fustes de la platja.
En resposta a la derrota de Calaf, el 7 de juny de 1465, Pere va prendre La Bisbal, punt estratègic de les comunicacions entre Girona i la costa, defensat pel bisbe de Girona Joan Margarit i Pau i Pere avançava en el nord, prenent Camprodon, Berga, Bagà i Olot amb les tropes de Joan estancades en el setge d'Ulledecona, el 5 de juliol de 1465 un grup de grans nobles castellans va deposar en efígie a Enric IV de Castella i va proclamar rei en el seu lloc al seu mig germà l'infant Alfons. La situació va degenerar en una guerra civil que va durar fins a la mort d'Alfons el 1468 i la submissió de la seva germana Isabel a l'autoritat d'Enric. A l'hora, la Lliga del Bé Públic va desafiar al poder de Carles VII de França durant nou mesos en 1465, deixant Pere de Portugal sense el recolzament militar castellà i francès.

## El setge
L'11 de juliol de 1465 van arribar a Barcelona una flota de quatre naus, quatre galeres i una galiota comandada per Joan Ramon Folc III de Cardona i Enric II d'Empúries que volien evitar l'arribada d'un estol portuguès de dues naus i una caravel·la amb reforços per al rei Pere, però l'endemà es van dirigir a Palamós, on era Pere assetjant La Bisbal, en creure que allà s'hi dirigirien els portuguesos, que van poder desembarcar a Barcelona el 12 de juliol.
El 22 de juliol, uns 300 reialistes van desembarcar a Mataró on foren rebutjats pels remences a les rodalies de Caldes perdent 200 homes i algunes naus, i van haver de fugir.

## Conseqüències
Igualada va caure el 17 de juliol, i Cervera el 14 d'agost Com a conseqüència de les derrotes i de la crisi econòmica i financera que patia Barcelona, les discrepàncies entre Pere de Portugal i les institucions catalanes amb la Generalitat al capdavant van anar accentuant-se, especialment quan el rei va intentar dur a terme una reorganització militar posant portuguesos als llocs clau i a principis del 1466, mentre que Pere fracassava de nou en la recerca del suport d'algun sobirà europeu, la Generalitat es va negar a pagar els sous d'aquests capitans portuguesos. La situació es va agreujar quan al març Pere va caure malalt i a partir del 29 de maig de 1466 ja no va poder abandonar el llit. Pere a morir el 29 de juny a Granollers. Finalitzat el setge d'Amposta el 21 de juny de 1466 el 15 de juliol es va rendir Tortosa, de manera que tot el sud de Catalunya va passar ja a mans realistes. Els generosos termes de la capitulació van ser similars als imposats a Lleida.